# Kadrish
Gedrish (tiếng tiếng Thổ Nhĩ Kỳ: Gidriş, tiếng Ả Rập: غدريش, đã Latinh hoá: Gīdrīsh) hay Kadrish (tiếng Ả Rập: كدريش, đã Latinh hoá: Kadrīsh) là một ngôi làng nằm ở phía bắc tỉnh Aleppo, miền tây bắc Syria. Tọa lạc tại đồng bằng Queiq, giữa Sawran và al-Rai, cách khoảng 40 kilômét (25 mi) phía đông bắc thành phố Aleppo và 8 km (5,0 mi) về phía nam biên giới với tỉnh Kilis của Thổ Nhĩ Kỳ. Ngôi làng thuộc Nahiya Akhtarin, quận A'zaz. Các địa phương lân cận bao gồm Ziadiyah 3 km (1,9 mi) về phía đông nam và Tat Hims 5 km (3,1 mi) về phía đông bắc. Trong cuộc điều tra dân số năm 2004, Kadrish có dân số là 766.